# Élections législatives bosniennes de 2018
Les élections législatives bosniennes de 2018 ont lieu le 7 octobre 2018 afin d'élire les 42 députés de la Chambre des représentants de Bosnie-Herzégovine.
Organisé dans le cadre des élections générales, le scrutin voit la victoire de l'Alliance des sociaux-démocrates indépendants serbe en république serbe de Bosnie et celle du Parti d'action démocratique bosniaque et d'une alliance menée par l'Union démocratique croate dans la fédération de Bosnie-et-Herzégovine.

## Système électoral
La Chambre des représentants est composé de 42 sièges pourvus tous les quatre ans au scrutin proportionnel plurinominal de liste avec un seuil électoral de 3 % des suffrages exprimés. 
Sur ce total, vingt-huit députés sont élus au sein de la fédération de Bosnie-et-Herzégovine, dont vingt-et-un dans cinq circonscriptions électorales plurinominales et sept au niveau de la Fédération afin d'assurer une meilleure proportionnalité des résultats. Quatorze députés sont élus au sein de la république serbe de Bosnie dont neuf dans trois circonscriptions et cinq au niveau de la République selon le même principe.
Certains partis ne présentent des listes que dans l'une ou l'autre entité, là où d'autres sont présentes dans les deux.

## Forces en présence
| Parti | Parti                                                                   | Idéologie                                                                                                | Chef de file      | Résultats de 2014           |
| ----- | ----------------------------------------------------------------------- | --- | ----------------- | --------------------------- |
|       | Parti d'action démocratique (SDA)                                       | Centre droit Conservatisme, nationalisme bosniaque                                                       | Bakir Izetbegović | 18,74 % des voix 10 députés |
|       | Alliance des sociaux-démocrates indépendants (SNSD)                     | Droite Nationalisme serbe, Séparatisme, conservatisme sociétal                                           | Milorad Dodik     | 15,64 % des voix 6 députés  |
|       | Parti démocratique serbe (SDS) NDP, SRS, NS                             | Droite Nationalisme serbe, national-conservatisme                                                        | Vukota Govedarica | 12,97 % des voix 5 députés  |
|       | Front démocratique (DF)                                                 | Centre gauche Social-démocratie, corporatisme social, europhilie, nationalisme civique                   | Željko Komšić     | 9,24 % des voix 5 députés   |
|       | Union pour un meilleur futur de la B-H (SBB BiH)                        | Centre droit Conservatisme, nationalisme bosniaque, Laïcité, populisme, europhilie                       |                   | 8,70 des voix 4 députés     |
|       | Union démocratique croate (HDZ) HSS, HKDU, HSP HNS, HSP-AS BiH, HDU BiH | Centre droit à droite Conservatisme, démocratie chrétienne, fédéralisme, nationalisme croate, europhilie | Dragan Čović      | 7,54 % des voix 4 députés   |
|       | Parti social-démocrate (SDP)                                            | Centre gauche à gauche Social-démocratie, europhilie                                                     | Nermin Nikšić     | 6,66 % des voix 3 députés   |

## Résultats

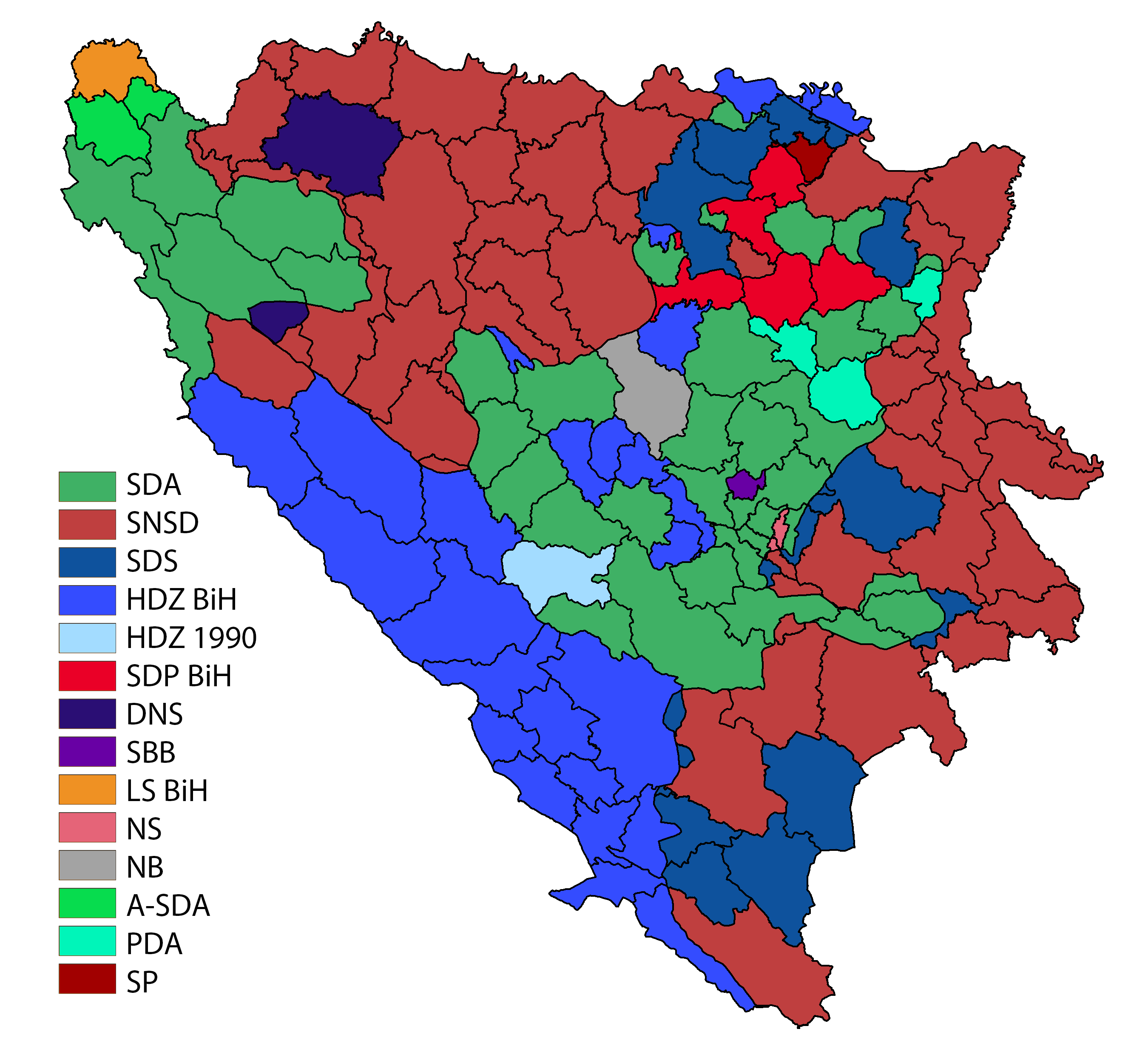
Partis arrivés en tête par municipalité.

|                        |                                                     |            |            |            |                  |                  |                  |              |              |              |  |  |  |  |
| Partis                 | Partis                                              | Fédération | Fédération | Fédération | Republika Srpska | Republika Srpska | Republika Srpska | Total Bosnie | Total Bosnie | Total Bosnie |  |  |  |  |
| Partis                 | Partis                                              | Voix       | %          | Sièges     | Voix             | %                | Sièges           | Voix         | %            | Sièges       |  |  |  |  |
|                        | Parti d'action démocratique (SDA)                   | 252 081    | 25,48      | 8          | 29 673           | 4,45             | 1                | 281 754      | 17,01        | 9            |  |  |  |  |
|                        | Alliance des sociaux-démocrates indépendants (SNSD) | 4 663      | 0,47       | 0          | 260 930          | 39,10            | 6                | 265 593      | 16,03        | 6            |  |  |  |  |
|                        | Parti démocratique serbe (SDS) - NDP - NS - SRS     |            |            |            | 162 414          | 24,34            | 3                | 162 414      | 9,80         | 3            |  |  |  |  |
|                        | Parti social-démocrate (SDP)                        | 140 781    | 14,23      | 5          | 9 672            | 1,45             | 0                | 150 453      | 9,08         | 5            |  |  |  |  |
|                        | Union démocratique croate (HDZ)                     | 145 487    | 14,71      | 5          | 4 385            | 0,66             | 0                | 149 872      | 9,05         | 5            |  |  |  |  |
|                        | Front démocratique (DF)                             | 96 180     | 9,72       | 3          |                  |                  |                  | 96 180       | 5,81         | 3            |  |  |  |  |
|                        | Parti du progrès démocratique (PDP)                 |            |            |            | 83 832           | 12,56            | 2                | 83 832       | 5,06         | 2            |  |  |  |  |
|                        | Alliance démocratique nationale (DNS)               | 652        | 0,07       | 0          | 68 637           | 10,29            | 2                | 69 289       | 4,18         | 1            |  |  |  |  |
|                        | Union pour un meilleur futur de la B-H (SBB BiH)    | 67 597     | 6,82       | 2          | 1 394            | 0,21             | 0                | 68 991       | 4,16         | 2            |  |  |  |  |
|                        | Notre Parti                                         | 48 402     | 4,89       | 2          |                  |                  |                  | 48 402       | 2,92         | 2            |  |  |  |  |
|                        | Bloc indépendant                                    | 41 511     | 4,20       | 1          | 41 511           | 2,51             | 1                |              |              |              |  |  |  |  |
|                        | Mouvement d'action démocratique                     | 38 417     | 3,88       | 1          | 38 417           | 2,32             | 1                |              |              |              |  |  |  |  |
|                        | Parti socialiste de la république serbe de Bosnie   |            |            |            | 31 321           | 4,69             | 1                | 31 321       | 1,89         | 1            |  |  |  |  |
|                        | Parti de l'activité démocratique (A-SDA)            | 29 763     | 3,01       | 1          | 756              | 0,11             | 0                | 30 519       | 1,84         | 1            |  |  |  |  |
|                        | Parti patriotique de Bosnie-Herzégovine             | 16 433     | 1,66       | 0          |                  |                  |                  | 16 433       | 0,99         | 0            |  |  |  |  |
|                        | Autres partis                                       | 107 261    | 10,84      | 0          | 14 310           | 2,15             | 0                | 121 571      | 7,35         | 0            |  |  |  |  |
|                        |                                                     |            |            |            |                  |                  |                  |              |              |              |  |  |  |  |
| Votes valides          | Votes valides                                       | 989 228    | 91,17      |            | 667 324          | 91,67            |                  | 1 656 552    | 91.37        |              |  |  |  |  |
| Votes blancs et nuls   | Votes blancs et nuls                                | 95 808     | 8,83       | 60 600     | 8,33             | 156 408          | 8,63             |              |              |              |  |  |  |  |
| Total                  | Total                                               | 1 085 036  | 100        | 28         | 727 924          | 100              | 14               | 1 812 960    | 100          | 42           |  |  |  |  |
| Abstention             | Abstention                                          | 1 008 748  | 48,18      |            | 533 721          | 42,30            |                  | 1 539 469    | 45,97        |              |  |  |  |  |
| Inscrits/Participation | Inscrits/Participation                              | 2 093 784  | 51,82      | 1 261 645  | 57,70            | 3 352 429        | 54,03            |              |              |              |  |  |  |  |